# Yttre Tvåtjärnen (Lycksele socken, Lappland, 718324-164543)
Yttre Tvåtjärnen är en sjö i Lycksele kommun i Lappland och ingår i Umeälvens huvudavrinningsområde.